# Africaleurodes souliei
Africaleurodes souliei là một loài côn trùng cánh nửa trong họ Aleyrodidae, phân họ Aleyrodinae.
Africaleurodes souliei được Ardaillon & Cohic miêu tả khoa học đầu tiên năm 1970.